# 史蒂薇·妮克絲
史蒂芬妮·林恩·「史蒂薇」·妮克絲（英語：Stephanie Lynn "Stevie" Nicks，1948年5月26日—），是一名美國歌手和詞曲作家，她常被視作搖滾女王。妮克絲最著名的是佛利伍麥克的成員。她以自己獨特的聲音，以及神秘的視覺風格和象徵性的歌詞而聞名。身為佛利伍麥克的成員和獨立藝術家，她創作的歌曲多達四十至五十首，銷量超過1.4億張，成為佛利伍麥克最暢銷的音樂人之一。
1998年，史蒂薇·妮克絲以佛利伍麥克的成員身分入選搖滾名人堂，2019年又以個人身分入選，這使得史蒂薇·妮克絲成為名人堂第一位女性多重入選者。

## 外部連結
- 官方网站
- Fleetwood Mac official website（页面存档备份，存于）
- Reprise Records（页面存档备份，存于）
- 史蒂薇·妮克絲在互联网电影资料库（IMDb）上的資料（英文）
- 史蒂薇·妮克絲的Discogs页面（英文）
- 史蒂薇·妮克絲在Allmusic上的頁面
- Five audio interview segments with Stevie Nicks discussing her album Bella Donna
- Biography - Stevie Nicks: Visions, Dreams & Rumors（页面存档备份，存于） (book at Goodreads